# Grotell (krater)
Grotell är en nedslagskrater på planeten Merkurius, med en diameter på ungefär 48 kilometer.
2012 uppkallades kratern efter keramikern Maija Grotell.